# Schizonycha cylindrata
Schizonycha cylindrata är en skalbaggsart som beskrevs av Max Quedenfeldt 1884. Schizonycha cylindrata ingår i släktet Schizonycha och familjen Melolonthidae. Inga underarter finns listade i Catalogue of Life.